# 蒙特莱昂内-迪普利亚
蒙特莱昂内-迪普利亚（義大利語：Monteleone di Puglia），是意大利福贾省的一个市镇。总面积36.04平方公里，人口1151人，人口密度31.9人/平方公里（2009年）。ISTAT代码为071032。